# Euryomyrtus inflata
Euryomyrtus inflata là một loài thực vật có hoa trong Họ Đào kim nương. Loài này được Trudgen mô tả khoa học đầu tiên năm 2001.